# Antoine Roger
Pour les articles homonymes, voir Roger.
Pas d'image ? Cliquez ici

a Compétitions nationales et continentales officielles uniquement.

Dernière mise à jour le 15 février 2021.
Antoine Roger, né le 15 avril 1986, est un joueur français de rugby à XV évoluant au poste de centre.

## Carrière
Antoine Roger débute le rugby au sein du club du CM Floirac. Il intègre le centre de formation de l'Union Bordeaux Bègles en 2009, puis celui du Stade phocéen en 2010.
Il quitte le Stade phocéen en 2012 pour rejoindre les espoirs de Soyaux Angoulême XV Charente ; promu en équipe première, il y joue son premier match professionnel lors de la saison 2014-2015 en Fédérale 1. Il participe à la montée du club en Pro D2 en 2016.
Il met un terme à sa carrière de joueur à l'issue de la saison 2019-2020 et devient directeur général au sein du club charentais.
Depuis le 20 novembre 2023, il est membre du bureau de l'Union des clubs professionnels de rugby, syndicat patronal représentant les clubs de rugby à XV français, en tant que représentant des clubs de Pro D2.

## Palmarès
Néant.